# فدریکو بوردیسو
فدریکو بوردیسو (ایتالیایی: Federico Burdisso؛ زادهٔ ۲۰ سپتامبر ۲۰۰۱) شناگر اهل ایتالیا است.
وی در مسابقات کشوری و بین‌المللی در مجموع برندهٔ ۵ مدال برنز شده‌است.